# 닐스 헨리크 아벨
닐스 헨리크 아벨(노르웨이어: Niels Henrik Abel, 1802년 8월 5일~1829년 4월 6일)은 노르웨이의 수학자이다. 대학에 들어가 호른보에를 만나서, 수학에 흥미를 갖게 되었다. 1823년 크리스티아니아 대학교를 졸업하고, 1825년 독일 베를린에 유학하였다. 1827년 귀국하여, 타원함수•적분 방정식과 5차 방정식의 대수적 불능 문제를 연구하였다. 그는 대수함수론의 기본 정리인 아벨-루피니 정리를 발표하였다. 친구들과 유럽을 돌아다니며, 카를 프리드리히 가우스를 비롯한 많은 저명한 수학자들의 지지를 얻었지만, 귀국 후에는 일자리를 잡지 못하고 빈곤한 생활을 하다가 죽고 말았다. 그는 수학 교수가 되고 싶었지만, 결국 꿈을 이루지 못하고 죽고 말았는데, 운 나쁘게도 죽은지 2일 후에 독일에 있는 베를린 대학교에서 수학 교수로 일해 달라는 전보가 왔다고 한다.
주요 저서로 타원함수의 변형에 관한 일반 문제의 해가 있다.

## 연표
- 1802년 8월 5일-노르웨이의 핀도(Findö)의 목사 집안에서 태어났다.
- 1815년 11월-오슬로 대학교의 카테드랄스콜레에 입학하였다.
- 1818년-수학 교사 홀름보에(영어판)의 영향으로 수학에 눈을 떴다.
- 1820년-아버지쇠렌 게오르그 아벨(영어판)이 사망하였다.
- 1821년 7월-카테드랄스콜레를 졸업하고 대학에 입학하였다.
- 1822년 6월-철학 후보 자격이 주어졌다.
- 1823년-「적분에 관한 논문」을 발표하였다.
- 1824년-「5차 일반 방정식 해법의 불가능성을 증명하는 대수 방정식에 관한 논문」을 자비 출판하여싸다. 「진자 운동에 있어서 달의 영향에 관한 논문」을 발표하였다.
- 1824년 12월-크리스틴과 약혼하였다.
- 1825년9월-1826년 2월-베를린에서 유학하였다. 아우구스트 레오폴트 크렐레를 알게 되었다.
- 1826년 7월-1826년 12월-파리에서 유학하였다. 「파리 논문」을 과학 아카데미에 제출하였다.
- 1827년 1월-1827년 5월-베를린에서 유학하였다.
- 1827년 5월 20일-노르웨이로 귀국하였다.
- 1827년 9월 20일-「타원 함수에 관한 연구 제1부」를 발표하였다.
- 1828년 5월 26일-「타원 함수에 관한 연구 제2부」를 발표하였다.
- 1828년 5월 27일-「어느 일반적인 문제의 해답」을 「천문학 보고」에 보냈다.
- 1829년 1월 6일-「초월 함수 중 상당히 확장된 것의 일반적인 성질에 관한 논문」을 완성하였다.
- 1829년 4월 6일-폐결핵으로 인하여 사망하였다.
- 1830년-파리 과학 아카데미가 그랑프리를 추서하였다.

## 업적
1818년 수학교사 베른트 미카엘 홀름보에를 만나고 나서 수학에 관심을 갖게 되었다. 친구들과 유럽 전역을 돌며 오래 유학하였고, 아우구스트 레오폴트 크렐레의 지우를 입어 크렐레지에 다수의 연구논문을 게재하였다. 야코비와 르장드르는 아벨의 업적을 인정하였지만, 가우스는 아벨의 연구 논문에 불쾌감을 표시하였으며, 코시는 그의 논문을 제대로 심사하지 않은 채 방치하는 등 아벨에게는 정당한 평가가 주어지지 않았다. 귀국 후에는 오슬로 대학교에서 임시 강사로 일하다 병(결핵과 병발한 간기능장애)으로 26세에 세상을 떠났다.
그러나 그가 당시 세계 최고 수준으로 알려진 수학의 총본산 파리 과학 아카데미에 제출한 「초월 함수 중 상당히 확장된 것의 일반적인 성질에 관한 논문」이야말로 후대에 '청동보다도 영속할 기념비'로 알려지며 후대 수학자들에게 500년치 일감을 남겨주었다고 일컬어진 불멸의 대논문이었다.
5차 이상의 대수방정식에는 제곱근 연산 {\displaystyle {\sqrt[{n}]{~}}}과 사칙연산만으로 쓸 수 있는 일반적인 근의 공식이 존재하지 않는 것을 처음으로 정확하게 증명해 냈다. 이를 아벨-루피니 정리라고 한다. 이 업적에 대해서는 파올로 루피니의 중요한 공헌이 있지만, 그 증명은 완전한 것이 아니었다고 여겨지고 있다.
이 문제는 당시의 오랜 세월동안 현안이며, 이 실적만으로도 아벨의 이름이 수학사에 기록되기에 충분하지만, 아벨의 진가가 발휘된 것은 그 후의 타원함수와 아벨함수에 관한 연구이다. 아벨은 카를 프리드리히 가우스의 저작에 있는 렘니스케이트의 등분 문제로부터 힌트를 얻어, 타원적분의 역함수 연구에 임해, 가우스의 연구(완벽주의적인 가우스의 성격 때문에 생전에는 공표되지 않았다)에 독자적으로 육박했다. 타원함수론의 아벨 정리란 타원함수의 극과 영점에 관한 합동식이다. 연구의 라이벌이었던 카를 구스타프 야코프 야코비는 아벨의 논문을 보고, "나로선 비평도 할 수 없는 대논문"이라고 최대의 찬사를 보냈다고 한다. 야코비는 아벨의 정리를 이용해 야코비의 역문제를 제시하고, 이후 연구 목표를 새로 주게 된다.
가환군을 일컫는 '아벨 군' 등 수학 용어에도 이름을 남겼다. 무한급수의 수렴에 관한 아벨의 정리도 저명하지만, 무한급수의 균등수렴의 개념에 처음으로 주의를 기울인 학자로도 알려져 있다.
또한 아벨 군 등의 수학 용어에도 이름을 남기고 있다. 무한급수의 수렴에 관한 정리도 유명하다. 그 외에도 아벨 방정식, 아벨 적분, 아벨 함수, 아벨 다양체, 원(遠) 아벨(anabelian) 기하학 등 아벨의 이름을 딴 수학 용어는 무수히 많다.
5차 이상 방정식의 비가해성을 군이라고 하는 새로운 개념과 함께 증명한 에바리스트 갈루아와 함께 젊은 시절 비극적으로 죽음을 맞은 19세기의 수학자로서, 수학 애호가들에게도 크게 사랑받고 있다.
사후인 1830년에는 프랑스 학사원 수학 부문 대상을 수상하였다.
그의 이름을 딴 아벨상이 2002년에 창설되었다. 또한 아벨의 초상은 오랫동안 노르웨이 500크로네 지폐에 그려져 있었다.

## 저서
- 아벨; 갈루아 (1975년 4월 20일). 《군과 대수방정식》. 현대 수학의 계보 11. 번역 모리야 미카오. 쿄리쓰 출판. ISBN 4-320-01164-3.
- 아벨; 갈루아 (1998년 4월 25일). 《타원함수론》. 수학사 총서. 번역 마사히토 다카세. 아사쿠라 서점. ISBN 4-254-11459-1.

## 같이 보기
- 타원함수
- 아벨 군
- 아벨-루피니 정리
- 아벨상
- 에바리스트 갈루아
- 아벨 (크레이터)

## 참고 문헌
- F. 클라인 (1995년 9월). 《클라인:19세기의 수학》. 이시 쇼고, 와타나베 히로시 옮김. 쿄리쓰 출판. ISBN 4-641-06794-5.
- 다카기 데이지 (1995년 8월). 《근세 수학사 이야기》. 이와나미 문고 青939-1. 이와나미 서점. ISBN 4-00-339391-0.
- 다카기 데이지 (1996년 12월). 《근세 수학사 이야기, 수학 잡담》. 쿄리쓰 출판. ISBN 4-320-01551-7.
- 일본 수학회, 편집. (2007년 12월). 《이와나미 수학 사전》 4판. 이와나미 서점. ISBN 978-4-00-080309-0.
- Ｃ. Ａ. 비에르크네스 (1991년 10월). 《우리 수학자 아벨 그 생애와 발견》. 번역 쓰지 유이치. 현대수학사. ISBN 4-7687-0305-4.
- Pesic, Peter (2004년 2월 27일), 《Abel's Proof: An Essay on the Sources and Meaning of Mathematical Unsolvability》 Paperback판, The MIT Press, ISBN 0-262-66182-9
  - 피터 페식 (2005년 3월). 《아벨의 증명 「풀리지 않는 방정식」을 풀다》. 번역 야마시타 준이치. 일본평론사. ISBN 4-535-78404-3. - 부록에 아벨의 1824년 논문을 수록하였다.
- Ｅ. T. 벨 (2003년 10월). 《수학을 만들었던 사람들 2》. 하야카와 문고 NF 284. 번역 다나카 이사무; 긴바야시 고. 하야카와 서방. ISBN 4-15-050284-6.